# Polynema striaticorne
Polynema striaticorne är en stekelart som beskrevs av Girault 1911. Polynema striaticorne ingår i släktet Polynema och familjen dvärgsteklar. Inga underarter finns listade i Catalogue of Life.